# Ononis pusilla
Espèce
Classification phylogénétique
Statut de conservation UICN

 LC  : Préoccupation mineure
Ononis pusilla, de nom commun Bugrane naine, est une espèce de plantes à fleurs de la famille des Fabaceae et du genre Ononis. C'est une vivace buissonnante trouvée en Europe, Asie et Afrique du Nord.

## Appellation
La bugrane naine possède de nombreux noms communs, dont :
- Bugrane de Colonna
- Bugrane fluette
- Bugrane naine
- Ononis de Colonna
- Ononis grêle

### Étymologie du nom
« Du grec onos, « âne », onêmi, « je délecte » : plante broutée avec plaisir par les ânes. » (Coste).
« Grec onônis et onosma, noms anciens de ces plantes ; d’onos, « âne », osmê, « odeur », et peut-être onis, « crottin d’âne » : plusieurs espèces sont fétides. » (Fournier).

## Description

### Appareil végétatif
C'est une plante vivace de 5 à 25 cm de hauteur, fortement velu-glanduleux ; les feuilles inférieures et moyennes sont constituées de 3 folioles, la terminale brièvement pétiolulée ; les feuilles supérieures sont généralement réduites à une foliole ; les stipules ovales-lancéolées glanduleuses sont bien plus courtes que le pétiole.

### Appareil reproducteur
Les fleurs sont jaunes, disposées à l'aisselle des feuilles, formant une grappe dense ; les fleurs presque sessiles, dépassées par les feuilles ; la corolle est plus courte que le calice, ou même parfois avortée ; le calice est à lobes lancéolés linéaires. Le fruit est une gousse noirâtre de 6 à 8 mm de longueur, pubescente, ne dépassant pas le calice. Les graines sont finement tuberculeuses. La floraison se déroule de juin à août.

## Habitat et écologie
La plante pousse dans les pelouses et les rocailles arides de basse altitude, jusqu'à 1 800 m d'altitude.

## Répartition
La bugrane naine est originaire d'Europe méridionale, présente dans le sud-ouest de l'Asie et en Afrique du Nord. Elle se rencontre dans presque toute la France, sauf dans le nord et le nord-est : elle semble absente du Nord-Pas-de-Calais, de l'Alsace et de la Lorraine ; elle est très rare en Corse.

## Menaces et conservation
L'espèce est en régression, principalement dans le nord de la France, certaines populations semblent avoir entièrement disparu (notamment en Basse-Normandie). Ononis pusilla est menacée par la régression progressive des pelouses et landes calcicoles (fermeture des milieux), principalement dans la moitié nord de la France. L'espèce est inscrite sur la liste rouge de nombreuses régions françaises.

## Synonymes
- Anonis pusilla (L.) Lam., 1779

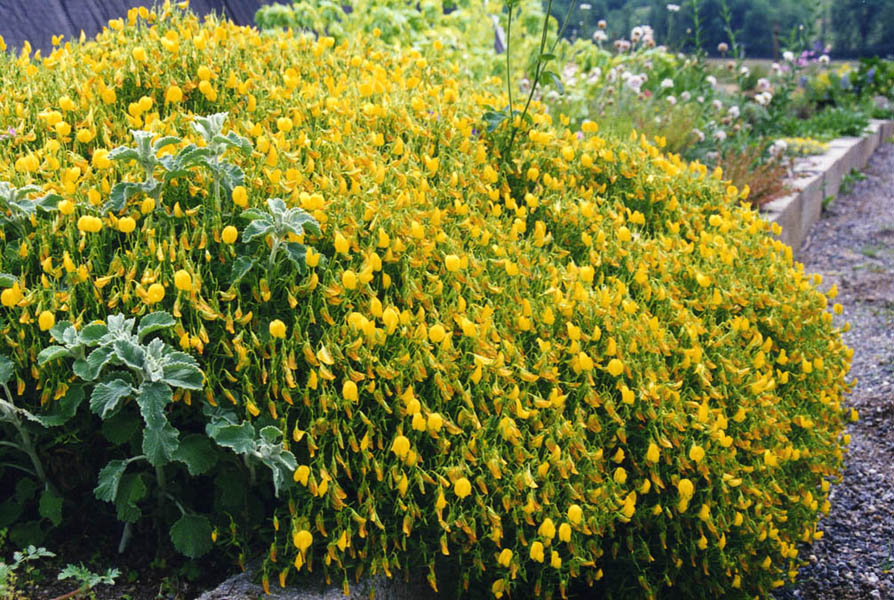
Variété de Bugrane naine cultivée.

- Bonaga columnae (All.) Medik., 1787
- Ononis apula Ten., 1827
- Ononis brachyantha Rouy, 1883
- Ononis cherleri sensu Bertol., 1850
- Ononis columnae var. aggregata Sirj., 1932
- Ononis columnae var. glabrescens Willk., 1877
- Ononis columnae var. parviflora Sirj., 1932
- Ononis columnae var. pauciflora Rouy, 1883
- Ononis columnae All., 1773
- Ononis inaperta Moench, 1802
- Ononis inclusa Pourr. ex Willk., 1877
- Ononis juncea Asso, 1779
- Ononis minuta Pallas, 1806
- Ononis minutissima Jacq., 1775
- Ononis parviflora Lam., 1785
- Ononis subocculta Vill., 1779[4]